# 칠린호미
칠린호미(Chillin Homie, 본명: 전우성, 1999년 9월 3일 ~ )는 대한민국의 래퍼이다.
참고로 얼굴에 유비무환이라는 문신이 있다. 준비가 있으면 걱정이 없다는 뜻이다.
경상북도 포항시 출신으로 쇼미더머니를 통해 데뷔했다.
라비가 설립한 레이블에 들어갔다.

## 방송 출연

### 쇼미더머니 777
영상 심사, 래퍼 선발전에 통과하여 파이트 머니 290만원을 획득했으나 파이트 머니 쟁탈전에서 뉴챔프와의 디스 배틀에서 패배하여 Osshun Gum과 함께 탈락했다.(

### 쇼미더머니 8
1차, 2차, 3차 예선을 통과하여 크루 결정전을 통해 BGM-v 크루에 합류했다. 뒤를 이어 열린 4차, 5차 예선을 모두 통과하여 크루 디스 배틀에 진출했으나 도넛맨과의 디스 배틀에서 가사를 잊어버리는 실수를 저지르면서 탈락하였다.

### 쇼미더머니 9
탄탄한 기본기로 호평을 받고 릴보이, 원슈타인, 스카이민혁과 함께 낸 음원인 Freak는 가온 차트 1위를 할 정도로 호평을 받았다.
그러나 본선 1차 마이크 선택 경연을 앞두고 우울증과 공황장애로 인해 스카이민혁에게 마이크를 양보하고 쇼미더머니9를 하차했다.

### 고등래퍼 3
서민규의 세미파이널 곡인 〈끝 (Go Fi Dem)〉의 피처링을 담당했다.

### 쇼미더머니 11
본선을 앞두고 팀원 노윤하와의 마이크 선택에서 탈락했다.

## 음반 목록
- 《GANG MOVE》 (2018년)
- 《Jealous》 (2019년)
- 《SAVIOR FROM THE HELL Part.1》

## 정규

### EP
|                             |                                                                                                  |                                                                                         |              |              |
| SAVIOR FROM THE HELL Part.1 |                                                                                                  |                                                                                         |              |              |
| 트랙                        | 곡명                                                                                             | 작사                                                                                    | 작곡         | 편곡         |
| 01                          | STFU (INTRO)                                                                                     | Chillin Homie                                                                           | RAUDI        | RAUDI        |
| 02                          | 송곳니                                                                                           | Chillin Homie                                                                           | Cloudy beats | Cloudy beats |
| 03                          | DIZZY CITY (Feat. Tommy Strate, KHAN)                                                            | Chillin Homie, Tommy Strate, KHAN                                                       | RAUDI        | RAUDI        |
| 04                          | SOUTH SIDE (Feat. JTONG)                                                                         | Chillin Homie, JTONG                                                                    | Tap.T        | Tap.T        |
| 05                          | WASSUP (Feat. EPTEND) 타이틀                                                                     | Chillin Homie, EPTEND                                                                   | 이성수       | Tap.T        |
| 06                          | SONZ OF ANARCHY (Feat. 뱃사공, OWEN, DILLA, Snacky Chan, Ugly Duck, Mckdaddy, O’Domar, DOGGYNOM) | Chillin Homie, 뱃사공, Owen, DILLA, Snacky Chan, Ugly Duck, Mckdaddy, O’Domar, DOGGYNOM | Tap.T        | Tap.T        |
| 2020년 2월 1일 발매         |                                                                                                  |                                                                                         |              |              |

### 참여 음반
|                       |                                        |                                          |         |         |
| Originals Cypher[5]   |                                        |                                          |         |         |
| 트랙                  | 곡명                                   | 작사                                     | 작곡    | 편곡    |
| 01                    | Originals Cypher (Prod. BOYCOLD)타이틀 | 안병웅, Chillin Homie, Lil tachi, 김승민 | BOYCOLD | BOYCOLD |
| 2019년 10월 10일 발매 |                                        |                                          |         |         |

## 같이 보기
- 라비 (가수)
- 쇼미더머니 777
- 쇼미더머니 8
- 쇼미더머니 9